# عبد العزيز آل حمسل
عبد العزيز آل حمسل (بالإنجليزية: Abdulaziz Al Hamsal)‏؛ مواليد 1 مارس 1987 في نجران ، السعودية، هو لاعب كرة قدم سعودي.

## مسيرة اللاعب
لعب سابقاً لنادي نجران ونادي الأخدود ونادي بيشة ونادي الجزيرة ونادي مضر.

## الحياة الشخصية
عبد العزيز هو شقيق كل من مفتاح آل حمسل وسعيد آل حمسل ومشعل آل حمسل.

## روابط خارجية
- عبد العزيز آل حمسل على موقع قاعدة بيانات كرة القدم.إي يو (الإنجليزية)
- عبد العزيز آل حمسل على موقع Soccerway.com (الإنجليزية)
- عبد العزيز آل حمسل على موقع كووورة